# Piflufolastat F-18
Piflufolastat F-18 ist eine radioaktive chemische Verbindung, die für den diagnostischen Nachweis bestimmter Formen des Prostatakrebs mittels Positronen-Emissions-Tomographie (PET) verwendet wird. Sie ist seit 2021 in den USA (Pylarify) und seit 2023 in der EU (Pylclari) zugelassen.

## Eigenschaften
Piflufolastat F-18 ist eine niedermolekulare Verbindung und mit dem Fluor-Isotop 18F, einem im Zyklotron erzeugten Radionuklid, radioaktiv markiert. Durch Positronenemission (β+-Strahlung) zerfällt es mit einer Halbwertszeit von 109,8 Minuten in stabilen Sauerstoff (18O). Die für die Bildgebung wichtigsten Photonen sind das koinzidente Paar von 511 keV-Gamma-Photonen, die aus der Wechselwirkung des emittierten Positrons mit einem Elektron resultieren.

## Wirkungsmechanismus
Piflufolastat F-18 bindet an das prostataspezifische Membranantigen (PSMA). Dieses Antigen kommt auf Prostatakrebszellen vermehrt vor und ist daher ein bedeutsames Ziel für die bildgebende Diagnostik. Entartetes, PSMA-reiches Gewebe kann, nachdem sich das positronenemittiertende Piflufolastat F-18 dort angereichert hat, mittels der Positronen-Emissions-Tomographie (PET) bildlich dargestellt werden.

## Medizinische Verwendung
Prostatakrebs ist die dritthäufigste Krebsform in den USA. Die American Cancer Society schätzte, dass im Jahr 2021 Prostatakrebs der am häufigsten diagnostizierte Krebs bei amerikanischen Männern sein werde. Häufig in der Diagnostik verwendete bildgebende Verfahren sind die Computertomographie (CT), die Magnetresonanztomographie (MRT) und bestimmte nuklearmedizinische Methoden, die jedoch bei der Erkennung von Prostatakrebsläsionen gewisse Grenzen haben.
Das radiodiagnostische Verfahren mittels Piflufolastat-F-18/PET-Bildgebung ist angezeigt bei Männern mit Verdacht auf metastasierten Prostatakrebs (Prostatakrebs mit Streuung der Krebszellen  in andere Gewebe), die durch eine Operation oder eine andere Therapie potenziell heilbar sind; ferner auch bei Patienten, bei denen aufgrund erhöhter Serumwerte des prostataspezifischen Antigens (PSA) der Verdacht auf ein Prostatakrebs-Rezidiv besteht.
Die Verabreichung erfolgt als einmalige intravenöse Injektion, nach der sich Piflufolastat F-18 über den Blutkreislauf rasch im Körper verteilt.

### Studien
Die Zulassung des Arzneimittels basiert auf den Ergebnissen aus zwei prospektiven, offenen, multizentrischen klinischen Studien mit insgesamt 593 Männern mit Prostatakrebs.
- In der Studie ORSEY[4] zeigten die Daten einer Kohorte von 268 Patienten eine Verbesserung der Spezifität und des positiven prädiktiven Werts (PPV) der Piflufolastat-F-18/PET-Bildgebung gegenüber der konventionellen Bildgebung bei Männern mit dem Risiko für metastasierenden Prostatakrebs vor der Ersttherapie.
- Die CONDOR-Studie[5] schloss 208 Männer mit biochemischem Nachweis eines rezidivierenden Prostatakarzinoms ein. Bei Patienten, bei denen die Ausgangsbildgebung nicht aussagekräftig war, ergab die Diagnostik mittels Piflufolastat-F-18/PET-Bildgebung hohe und genaue Lokalisierungs- und Detektionsraten, auch bei Patienten mit niedrigen PSA-Werten (medianer PSA-Wert 0,82 ng/ml).[2]

### Nebenwirkungen und Anwendungsbeschränkungen
Die häufigsten Nebenwirkungen sind Kopfschmerzen, Schmeckstörungen und Müdigkeit. Es besteht die Gefahr einer Fehldiagnose, da die Bindung von Piflufolastat F-18 bei anderen Krebsarten sowie bei bestimmten nicht bösartigen Erkrankungen auftreten kann, die zu Bildinterpretationsfehlern führen können. 
Das Mittel trägt zur langfristigen kumulativen Strahlenexposition eines Menschen bei, was mit einem erhöhten Krebsrisiko verbunden ist.

## Handelspräparate
Pylarify (USA; Progenics Pharmaceuticals), Pylclari (EU; Curium PET)